# Villares de la Reina
Villares de la Reina è un comune spagnolo di 5 219 abitanti situato nella comunità autonoma di Castiglia e León; si trova a 4 chilometri dal capoluogo di provincia Salamanca. Ospita lo stadio del Salamanca.